# شارون لي
شارون لي (بالصينية: 李昊嘉) هي مغنية صينية، ولدت في 21 أبريل 1988 في هونغ كونغ البريطانية في المملكة المتحدة.

## وصلات خارجية
- شارون لي على موقع ميوزك برينز (الإنجليزية)